# Gordon Jacob
Gordon Percival Septimus Jacob (5 de julio de 1895, Londres – 8 de junio de 1984, Saffron Walden) fue un compositor inglés. Es conocido por su obras para instrumentos de viento y sus escritos instructivos. 

## Biografía
La carrera de Jacob casi terminó antes de comenzar. El menor de diez hermanos, se alistó en la Artillería de Campo para servir en la Primera Guerra Mundial a los 19 años, y fue hecho prisionero de guerra en 1917, uno de los únicos 60 hombres en sobrevivir de un batallón de 800. 
Después de haber pasado un año estudiando periodismo, la dejó para estudiar composición, teoría y dirección en el Royal College of Music, donde enseñó desde 1924 hasta su retiro en 1966, teniendo a Malcolm Arnold, Ruth Gipps y Imogen Holst entre sus alumnos. Penosamente, debido a una lesión infantil de su mano y a su labio leporino, sus habilidades instrumentales fueron limitadas; estudió piano pero nunca desarrolló una carrera de instrumentista.
La primera obra importante exitosa de Jacob fue compuesta durante sus años de estudiante: la Suite William Byrd para orquesta, sobre una colección de piezas para virginal. Es conocida en un arreglo posterior para banda sinfónica. Mientras era estudiante, Jacob le pidió a Vaughan Williams el poder hacer un arreglo para gran orquesta sinfónica de la posterior English Folk Song Suite. Jacob ganó un Fellow del Royal College en 1946, y a lo largo de su carrera compuso a menudo obras para estudiantes particulares y las facultades. 
En los años 1930, Jacob, junto con varios otros compositores jóvenes, compuso para la Compañía de Ballet del Sadler's Wells. Su único ballet clásico original, El tío Remus, fue escrito para ellos, pero la mayoría de sus contribuciones eran arreglos de obras hechas, tales como Las Sílfides, versión que se sigue usando, rivalizando con la orquestación de Roy Douglas que se ha grabado más. Partituras posteriores de ballet arregladas por Jacob son Mam'zelle Angot (basado en la música de Charles Lecocq, que permanece en el repertorio del Ballet Real) y, en 1958, London Morning, compuesto para el Festival de Ballet de Londres por Noel Coward y orquestrado por Jacob. 
También contribuyó con light music para un espectáculo de comedia radial que levantaba la moral durante la Segunda Guerra Mundial, que le ganó el desdén de las élites musicales y el aprecio del público, proveyó música para varias películas de propaganda. 
En los años 1940 le comisionaron, por recomendación de sir Adrian Boult, la orquestación de la Sonata para órgano de Edward Elgar. Una grabación de esta versión fue realizada en 1988 por EMI. 
La cúspide de su renombre fue durante los años 1950, durante los cuales su Música para un festival fue utilizada para el festival de Gran Bretaña de 1951 y su arreglo para trompeta como fanfarria del Himno Nacional para la Coronación de 1953 de la reina Isabel II. 
Después de su retiro del Royal College en 1966, continuó manteniéndose componiendo, a menudo por comisión. Él describió muchas de sus obras como "pequeñas modestas piezas", aunque algunas de sus obras fueron publicadas durante esta época, entre ellas su Concierto para timbales y banda de vientos de 1984.
Jacob se casó dos veces, primero en 1924 con Sidney Gray, que falleció en 1958, y de nuevo en 1959 con Margaret Gray. Tuvo dos hijos con Margaret, quien era 42 años menor.
Hay un documental de la BBC de 1959 sobre su vida, Gordon Jacob, dirigido por Ken Russell, además de un libro de 1995 book de Eric Wetherell titulado Gordon Jacob: a Centenary Biography.

## Música
Jacob fue uno de los compositores más conservadores musicalmente de su generación. Habiendo estudiado con Ralph Vaughan Williams en Stanford y en el Royal College, Jacob prefería los más austeros modelos barrocos o clásicos a los románticos de sus profesores, y se mantuvo en esta estética en tiempos de la atonalidad y el serialismo. 
Jacob fue muy prolífico y publicó alrededor de 700 obras antes de morir, además de sus cuatro libros y de numerosos ensayos musicales.

## Obras selectas
- Concierto para viola nº 1 (1925)
- Concierto para piano y cuerdas (1927)
- An Original Suite para Banda Militar (1928)
- Cuarteto de cuerdas (1928)
- Sinfonía nº 1 (1928–9)
- Variaciones sobre un aire de Purcell (1930), orquesta de cuerdas
- Passacaglia sobre un tema bien conocido (Oranges and Lemons) (1931)
- Concierto para oboe y cuerdas (1933)
- Uncle Remus (1934), ballet
- Variaciones sobre un tema original (1936);
- Suite nº 1 en F (1939)
- Quinteto para clarinete (1940)
- Sinfonía nº 2 (1943–4)
- Concierto para fagot, cuerdas y percusión (1947)
- Suite nº 2 (1948–9);
- Suite nº 3 (1949)
- Serenata (1950), octeto de viento
- The Nun's Priest's Tale (1951), coro y orquesta
- Música para un Festival (1951), banda de concierto
- Concierto para violín y cuerdas (1954)
- Concierto para cello y cuerdas (1955)
- Preludio y toccata (1955), orchestra
- Trío para piano (1956)
- Concierto para oboe nº 2 (1956)
- Concierto para piano nº 2 (1957)
- The Pied Piper: 2 piezas sin acompañamiento para flauta/piccolo solo; The Spell (flauta sola) y March to the River Weser (piccolo solo)  (1958)
- Divertimento (1968), 8 winds
- Concierto para dúo de piano (3 hands) y orquesta (1969)
- Siete Bagatelas (1971), para oboe solo.
- Introducción y Rondó (1972), coro de clarinetes
- Suite para yuba y cuerdas (1972)
- Fantasía para eufonio y banda de vientos (1974)
- Suite Pro Corda (1977), cuarteto de cuerdas y orquesta de cuerdas
- Symphony AD 78 (1978), banda de concierto
- Sonata para viola y piano (1978)
- Concierto para viola nº 2 (1979)
- Concierto para timbales y banda de vientos (1984)

### Libros
- Orchestral Technique (1931)
- How to Read a Score (1944)
- The Composer and his Art (1955)
- The Elements of Orchestration (1962)